# 코리나 산체스
코리나 산체스 (Korina Sanchez,  1964년 10월 4일 ~)는 필리핀의 방송 기자이다.